# Thomas Donohoe

Thomas Donohoe (East Renfrewshire, 25 de janeiro de 1863 - Rio de Janeiro, 2 de abril de 1925) foi um dos pioneiros do futebol no Brasil. O escocês trabalhou na Fábrica Bangu, que existia no bairro de mesmo nome na zona oeste da cidade do Rio de Janeiro. 
Alguns britânicos que trabalhavam no local, em especial Thomas Donohoe, apresentaram o esporte para os brasileiros, trazendo bolas de futebol ao Brasil, isto ainda no século XIX, com a primeira partida sendo disputada em 1894, segundo documentação reunida pelo historiador Carlos Molinari. 